# Antirrhinum charidemi
Antirrhinum charidemi là một loài thực vật có hoa trong họ Mã đề. Loài này được Lange mô tả khoa học đầu tiên năm 1881.

## Hình ảnh

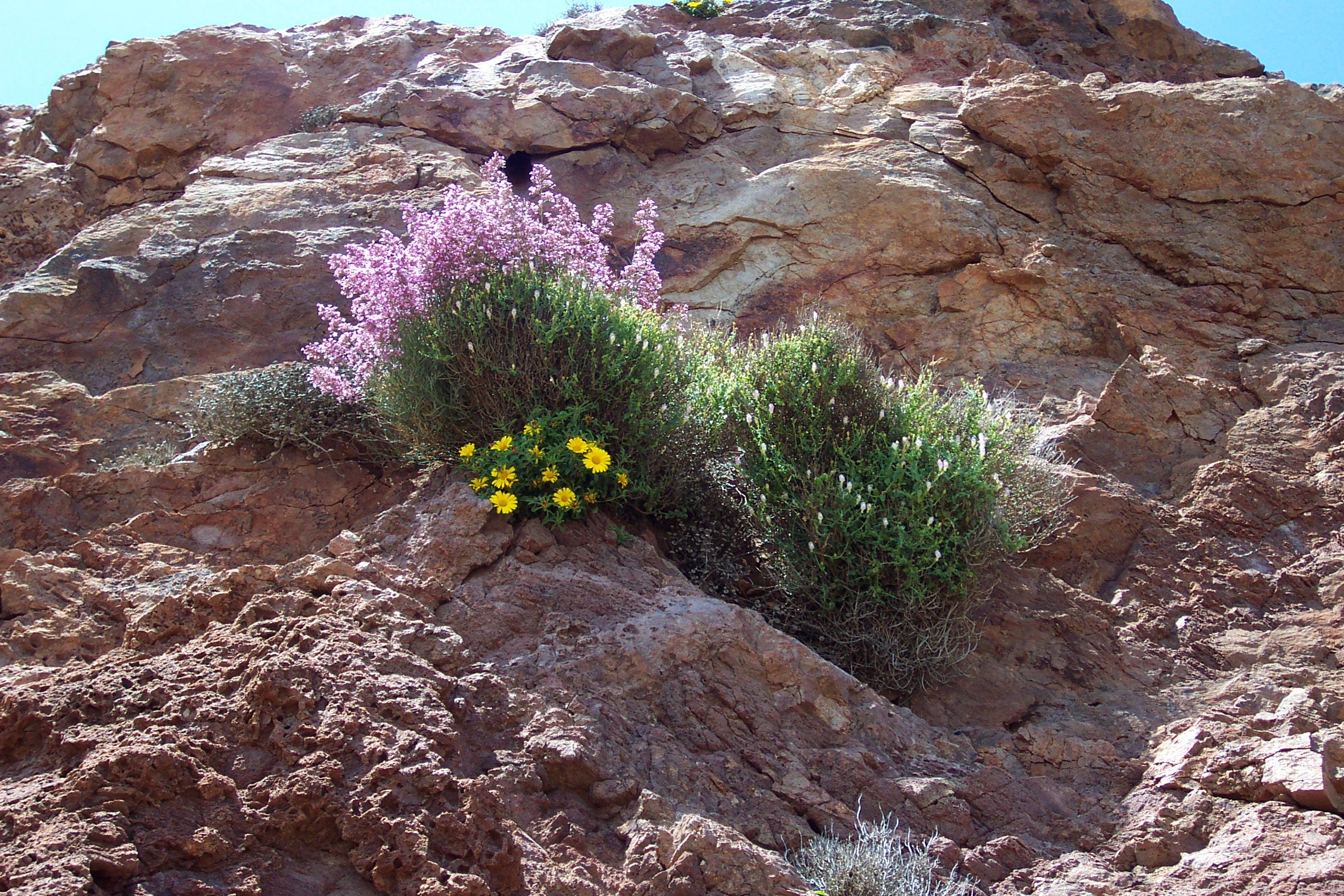
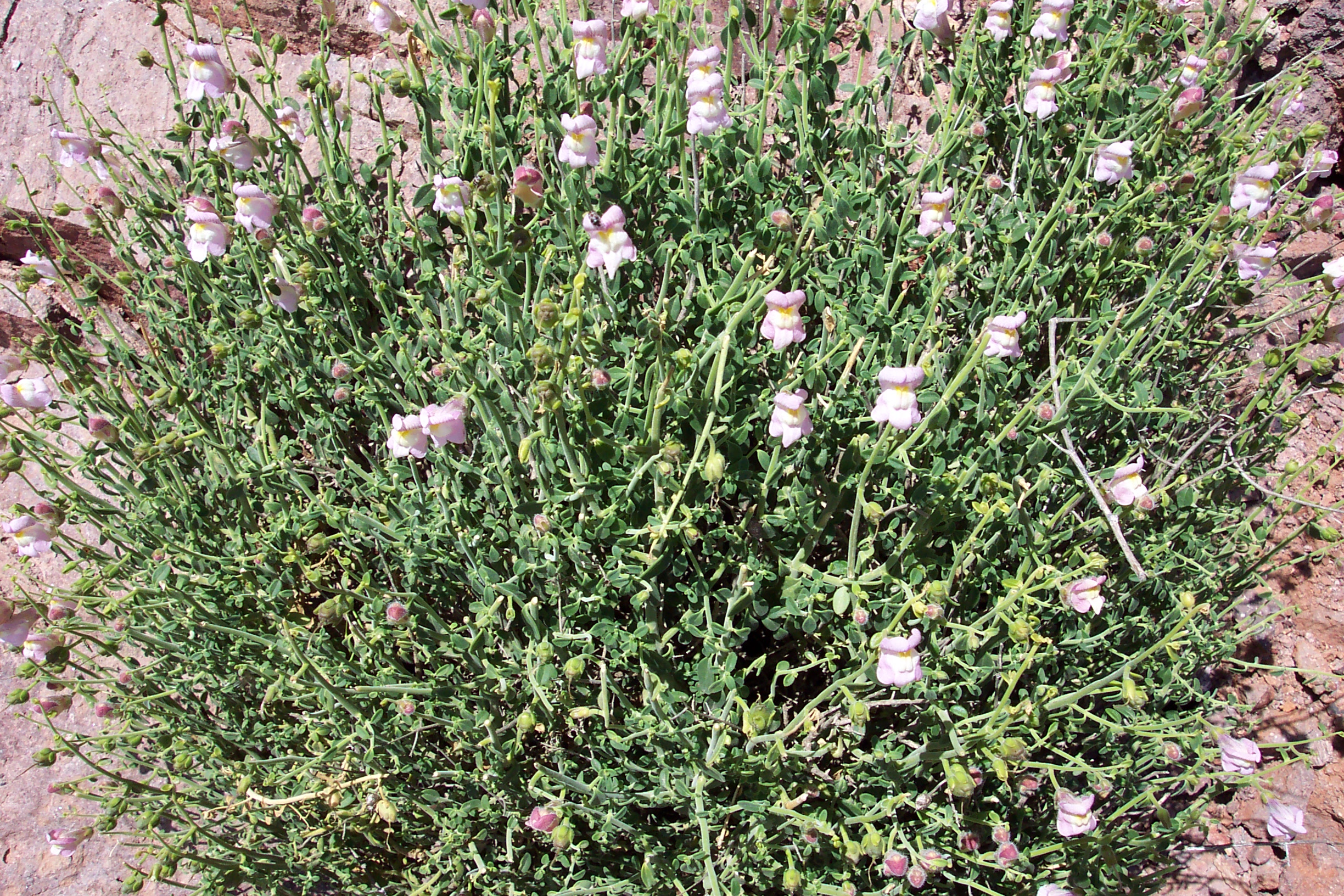
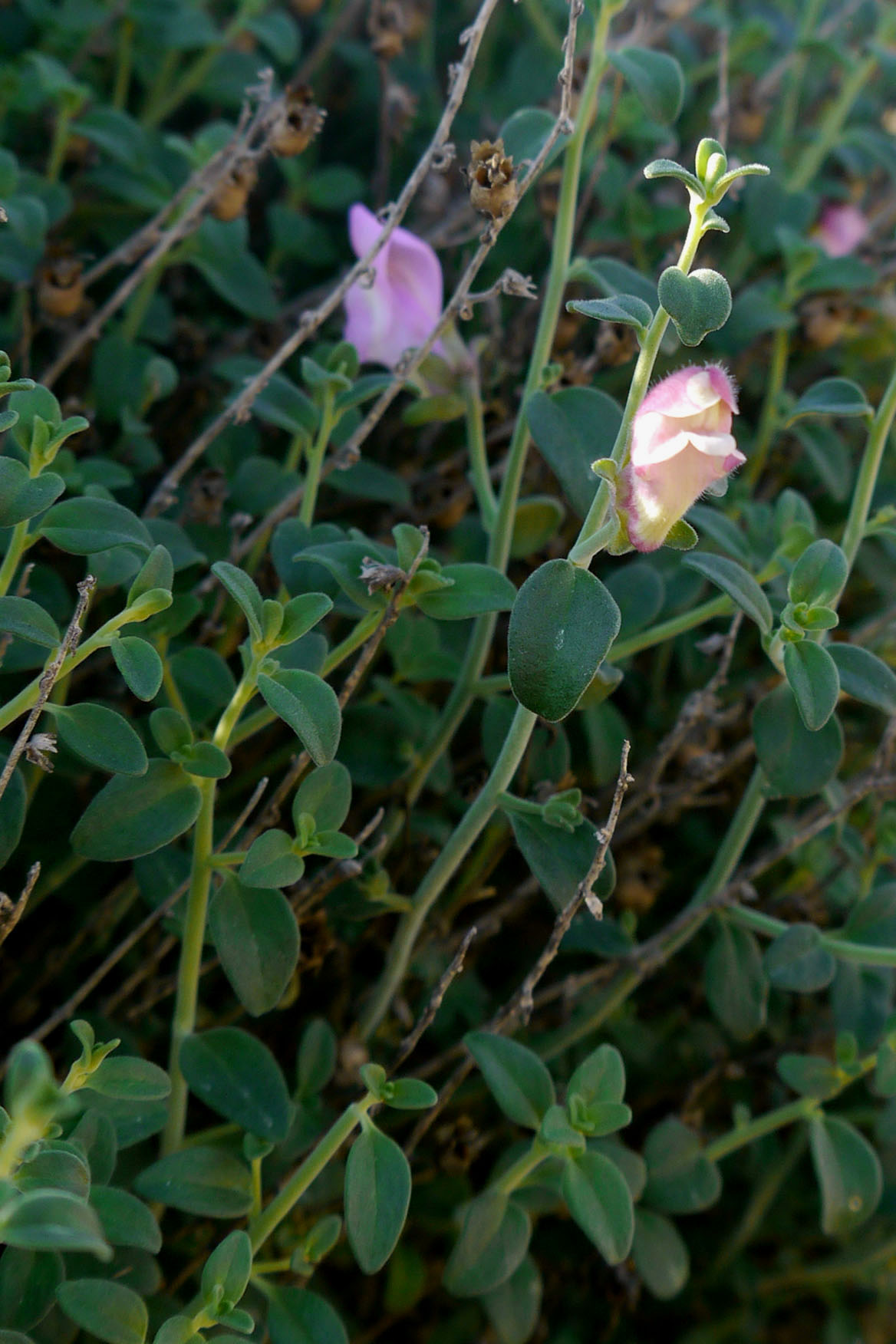
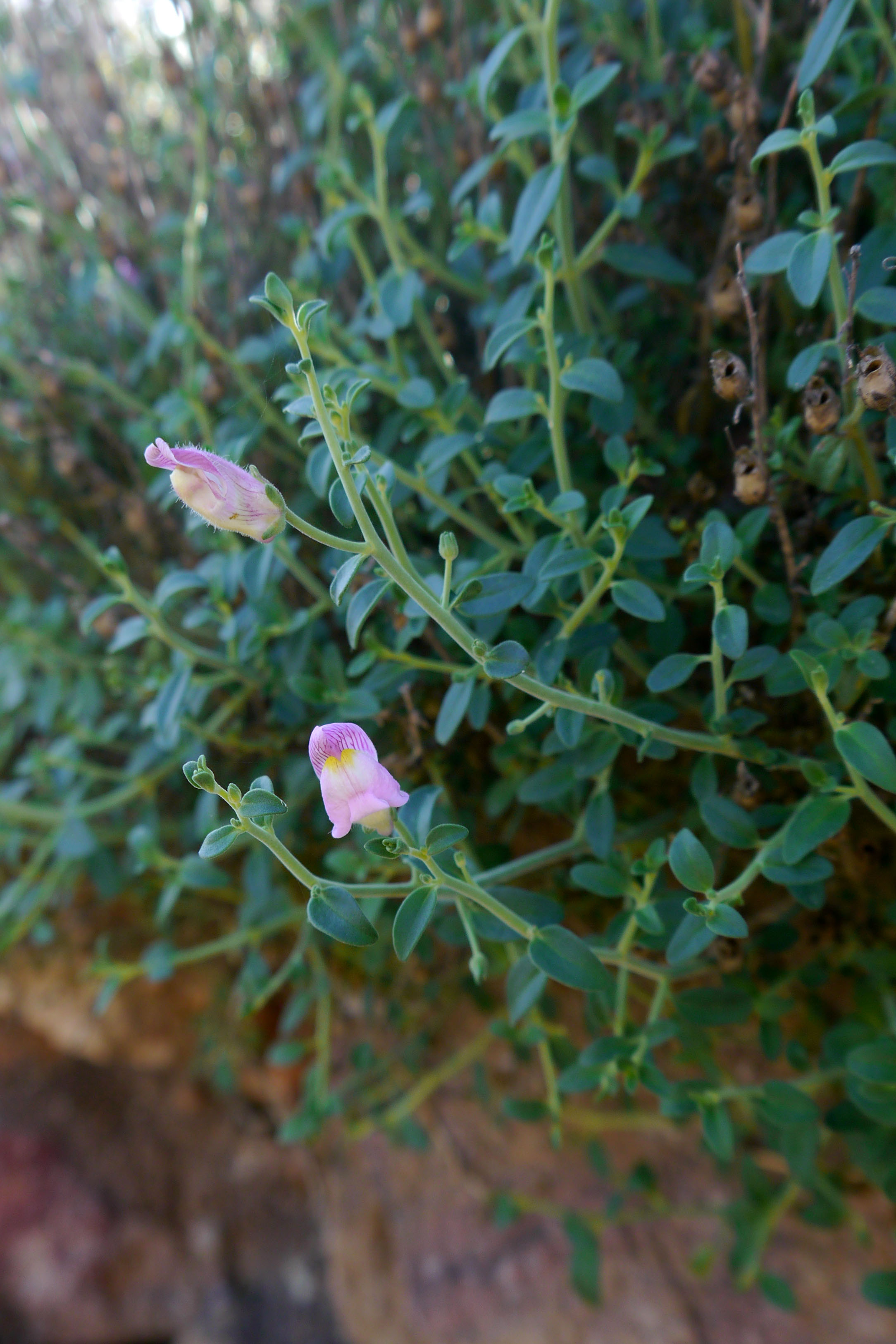